# Johnwyattiidae
De Johnwyattiidae zijn een familie van uitgestorven weekdieren uit de klasse van de Gastropoda (slakken). Exemplaren uit deze familie zijn slechts als fossiel bekend.